# Isabella Maria della Passione
Isabella Maria della Passione, detta anche Isabella di Sicilia o Santa Isabella suora clarissa (... – 1530), è stata una religiosa italiana. È venerata come santa dalla Chiesa cattolica, che la ricorda il giorno 4 giugno.

## Biografia
Sulla sua biografia si hanno pochissime informazioni; si sa che era figlia dei marchesi di Gibellina, e che fu una monaca clarissa.